# Județul Neamț (antebelic)
Județul Neamț a fost o unitate administrativă de ordinul întâi din Vechiul Regat al României (existent în perioada antebelică). Județul se afla în regiunea istorică Moldova, iar reședința era orașul Piatra Neamț.

## Așezare și limite

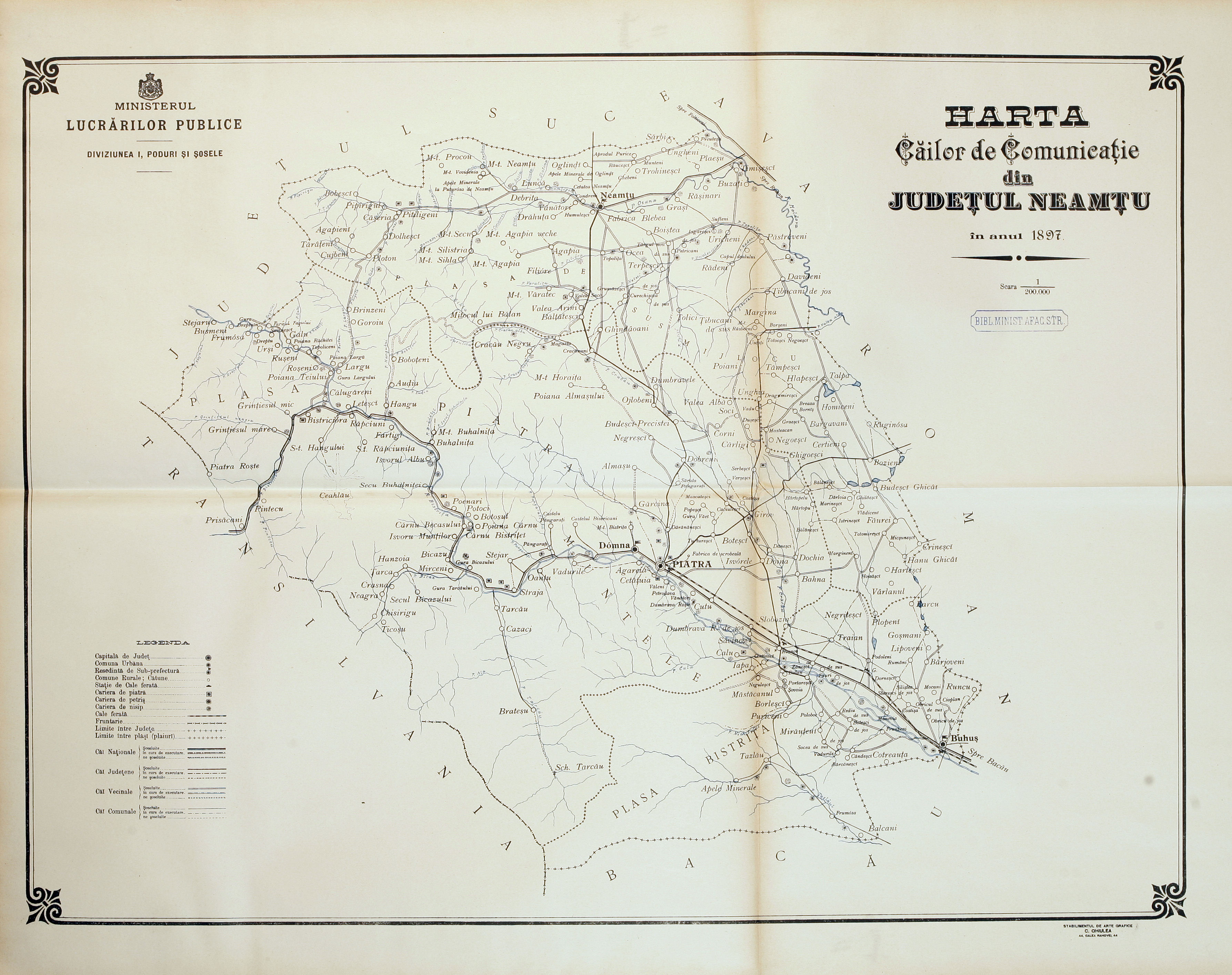
Harta județului Neamţ în Atlasul Căilor de Comunicații din 1897

Județul Neamț era un județ de frontieră. Se învecina cu Transilvania (ce făcea parte atunci din Austro-Ungaria) și cu județele românești Suceava, Roman și Bacău.

## Istoric
În anul 1864, domnitorul Alexandru Ioan Cuza dă prima lege de organizare administrativ-teritorială modernă a teritoriului României. Legea prevedea împărțirea țării în 33 de județe, având ca subdiviziuni plășile și comunele (urbane și rurale). Județele și comunele erau investite cu personalitate juridică și cu organe deliberative și executive: consiliul județean și prefectul (acesta din urmă ca reprezentant al guvernului în teritoriu), respectiv consiliul comunal
și primarul (în calitate de reprezentant al guvernului în teritoriu). Plășile erau simple subdiviziuni ale județelor, fără personalitate juridică, conduse de subprefecți, cu atribuții de supraveghere și control asupra autorităților comunale.
Județul antebelic Neamț era împărțit în 3 plăși: Bistrița (cu 12 comune, un târgușor și 52 sate/cătune), Piatra-Muntele (cu 21 comune, 2 târguri și 149 sate) și Sus Mijlocul (cu 19 comune, 5 târguri-2 urbane și 121 sate). Județul avea 52 comune, 5 târguri (2 urbane) și 327 sate. Târgul-Neamțului cuprindea 8 mahalale, iar orașul Piatra, 9 suburbii.
Resursele naturale ale județului erau: fier-piatră (în munții Pângărăciorului, la piciorul muntelui Răchitișul), fier-piatră galbenă oxidată (în pârâul Secul-la mănăstirea Buhalnița, în pârâul Pângărăciorul-la mănăstirea Pângărați, la Valea Doamnei-lângă orașul Piatra), cărbuni (lângă satul Largu și râul Bistrița, mai sus de pârâul Vârlanului, pe moșia Hangul; lângă satul și mănăstirea Buhalnița; lângă mănăstirea Pângărați și mai jos de Bisericani, la Scăricica), sare gemă (la Calul, Săvinești de Jos, Sărata, Gârcina, mai sus de Piatra, Bălțătești și Neamțu), piatră acră (alaun de aluminiu și de potasiu; mai jos de mănăstirea Bisericani, bună pentru producerea vitriolului; pe valea Tarcăului, mai sus de gura pârâului Bolohanoșul, bună pentru producerea de medicamente și fabricile de hârtie), șisturi (micașiste, compuse din talc și sâmburi de siliciu; în munții de lângă satul Calul), păcură, gaz (în izvoarele de pe moșia Doamna) și apă minerală (de masă, la Terjoasa, în satul Mastacănul din plasa Bistrița și până în apele râului Bistrița).
În județul Neamț se găseau și foarte multe surse de ape minerale la: Cozea (lângă Piatra), Bălțătești (stațiune balneară), Mănăstirea Neamțului, Vânători, Oglinzi (lângă Târgul Neamțului), Tazlău, Hangu, Ciungi, mănăstirea Horaița, Dărmănești, Iapa, Pângărați, Streja, Gârcina, Tarcău, Bistrița și Prisăcani.
În 1901, existau herghelii la Budești-Ghicăi, Mărgineni și Mănăstirea Neamțului (înainte de acest an, județul era renumit pentru hergheliile sale numeroase și prin specia de cai, numiți de munte). În comuna Budești-Ghicăi se creșteau și întrțineau boi și vaci de rasă svițerană și olandeză. 
Județul Neamț era unul dintre județele bogate în fabrici (de postav, sumane, săpun, bețe de chibrituri, scrobeală, bere, rachiu și spirt, tipografii, ciorapi și altele). Ca ocupații tradiționale se practicau: olăria (la Galu și Dobreni), rotăria, dogăria și caretășia (fabricarea de carete- trăsuri închise cu 4 roți). Locuitorii confecționau rogojini, scaune și coșuri (de nuiele și paie).
Se oragnizau bâlciuri la: Bârgăuani (23 aprilie), Budești-Ghicăi (20 iulie), Davideni (27 iulie și 29 august), Dobreni (25 mai), Târgul-Neamțului (de Înălțarea Domnului, 8 mai, 6 august, 6 decembrie și în fiecare luni), Piatra (de Duminica Mare, 8 februarie, 18 mai, 8 noiembrie, 5 decembrie și în fiecare joi), Roznov (de Florii, 2 februarie, 9 martie, 21 mai, 25 iunie, 27 august, 2 octombrie și 12 decembrie), Buhuși (în fiecare duminică), Talpa (29 iunie) și Bozieni.

## Marca
Marca (stema) județului era reprezentată de o căprioară, semn că pe lângă lemnul ce se exploata, pădurile județului aveau și vânat.